# Roland Deswaene
Roland Deswaene (Moerbeke-Waas, 6 juni 1934 – Zeveneken, 27 april 2025) was een Belgisch politicus voor de PVV en diens opvolger VLD.

## Levensloop
Deswaene was beroepshalve sociaal assistent en psycho-pedagogisch adviseur in beroepsoriëntatie.
Voor de liberale PVV zetelde hij van 1965 tot 1977 in de provincieraad van Oost-Vlaanderen. Voor dezelfde partij en opvolger VLD was hij op lokaal niveau van 1977 tot 2000 gemeenteraadslid in Lochristi.
Hij werd in 1987 verkozen tot lid van de Kamer van volksvertegenwoordigers voor het kiesarrondissement Gent-Eeklo en bleef dit mandaat uitoefenen tot in 1995. In de periode februari 1988 tot mei 1995 had hij als gevolg van het toen bestaande dubbelmandaat ook zitting in de Vlaamse Raad. Bij de eerste rechtstreekse verkiezingen voor het Vlaams Parlement van 21 mei 1995 werd hij verkozen in de kieskring Gent-Eeklo. Hij bleef Vlaams Parlementslid tot juni 1999.
Zijn zoon Yves Deswaene werd burgemeester van Lochristi.